# Lingua mannese
Il mannese, detto anche gaelico mannese (nome nativo Gaelg Vanninagh [ɡɪlʲɡʲ vænɪnʲax], in inglese Manx), è una lingua celtica insulare del gruppo goidelico propria dell'Isola di Man.

## Distribuzione geografica
Il mannese è attestato sull'Isola di Man. Dopo la morte dell'ultimo madrelingua nel 1974, si è creato un movimento di ripresa da parte di appassionati. Dal 1992 viene insegnato nelle scuole dell'isola. Secondo Ethnologue i locutori L2 sono alcune centinaia; nel villaggio di Cregneash ci sono famiglie dove si parla abitualmente mannese.
Nel 2008 è cambiata anche la codifica della lingua nello standard ISO 639-3, da E (Extinct, lingua estinta) a L (Living, lingua vivente).
Al censimento del 2011 risultava essere la lingua principale di 53 persone.

### Lingua ufficiale
Il mannese è usato dal governo dell'isola di Man, dove nella cerimonia annuale del Tynwald le nuove leggi vengono lette in inglese e in mannese.

## Storia
Il mannese deriva dal medio irlandese (risale, infatti, al V secolo) e si è estinto nel XX secolo con la morte dell'ultimo madrelingua, Ned Maddrell, nel 1974; da allora, però, il mannese ha avuto una rinascita grazie ad appassionati cultori di madrelingua inglese.

### Numero di parlanti per anno

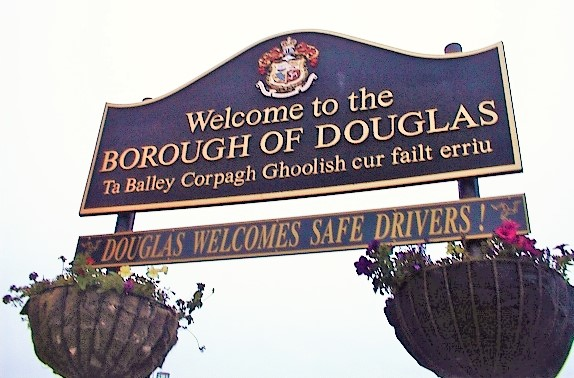
Il recupero della lingua: cartello bilingue di benvenuto nel capoluogo dell'isola

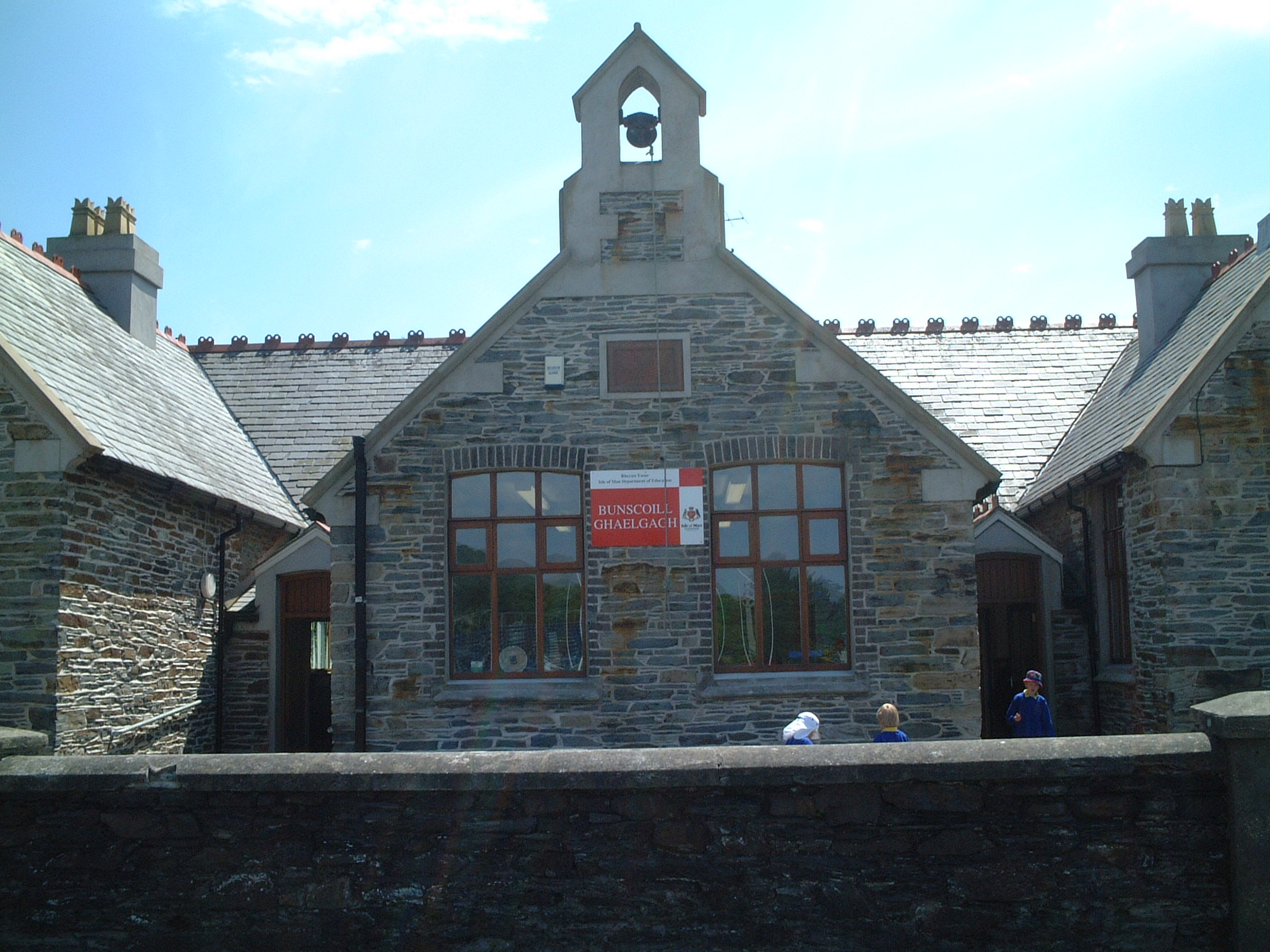
Il recupero della lingua: scuola elementare in mannese a St. John's

| Anno | Parlanti mannesi           | Parlanti mannesi           | Popolazione Man            |
| Anno | Totale                     | della popolazione di Man   | Popolazione Man            |
| ---- | -------------------------- | -------------------------- | -------------------------- |
| 1874 | 16.200                     | 30%                        | 54.000 (1871)              |
| 1901 | 4.419                      | 8,07%                      | 54.752                     |
| 1911 | 2.382                      | 4,58%                      | 52.016                     |
| 1921 | 915                        | 1,52%                      | 60.284                     |
| 1931 | 529                        | 1,07%                      | 49.308                     |
| 1951 | 355                        | 0,64%                      | 50.253                     |
| 1961 | 165                        | 0,34%                      | 48.133                     |
| 1971 | 284                        | 0,52%                      | 54.481                     |
| 1974 | Muore l'ultimo madrelingua | Muore l'ultimo madrelingua | Muore l'ultimo madrelingua |
| 1991 | 643                        | 0,90%                      | 71.267                     |
| 2001 | 1.500                      | 1,95%                      | 78.266                     |
| 2011 | 1.650                      | 1,97%                      | 84.497                     |
| 2015 | 1.800                      | 2%                         | 88.000                     |

## Vocabolario
LegendaSCO - gaelico scozzese, IRL - irlandese
| Mannese                                    | Equivalente SCO o IRL più vicino                                                          | Italiano    |
| Moghrey mie                                | Madainn mhath (SCO), Maidin mhaith (IRL)                                                  | Buongiorno  |
| Fastyr mie                                 | Feasgar math (SCO)                                                                        | Buonasera   |
| Slane lhiat ('tu'), Slane lhiu ('voi/Lei') | Slán leat ('tu'), Slán libh ('voi') (IRL), Slàn leat ('tu'), Slàn leibh ('voi/Lei') (SCO) | Arrivederci |
| Gura mie ayd (tu), Gura mie eu (voi/Lei)   | Go raibh maith agat (tu), Go raibh maith agaibh (voi) (IRL)                               | Grazie      |
| Baatey                                     | Bàta (SCO), bád (IRL)                                                                     | Barca       |
| Barroose                                   | Bus (IRL & SCO)                                                                           | Autobus     |
| Blaa                                       | Bláth (IRL), Blàth (SCO)                                                                  | Fiore       |
| Booa                                       | Bó (SCO & IRL)                                                                            | Mucca       |
| Cabbyl                                     | Capall (SCO & IRL)                                                                        | Cavallo     |
| Cashtal                                    | Caisleán, Caiseal (IRL), caisteal (SCO)                                                   | Castello    |
| Creg                                       | Creag (SCO)                                                                               | Roccia      |
| Eeast                                      | Iasc (IRL), iasg (SCO)                                                                    | Pesce       |
| Ellan                                      | Eilean (SCO), oileán (IRL)                                                                | Isola       |
| Gleashtan                                  | Gluaisteán (IRL)                                                                          | Macchina    |
| Kayt                                       | Cat (SCO & IRL)                                                                           | Gatto       |
| Moddey                                     | Madadh (SCO & IRL del nord), madra (IRL))                                                 | Cane        |
| Shap                                       | Siopa (IRL)                                                                               | Negozio     |
| Thie                                       | Taigh (SCO), teach/tigh (IRL del ovest/nord), tigh (IRL del sud)                          | Casa        |
| Eean                                       | Éan (IRL), eun/ian (SCO)                                                                  | Uccello     |
| Jees                                       | Dís (IRL del nord), dithis (SCO)                                                          | Coppia, due |

## Numeri
| Mannese    | Equivalente SCO o IRL più vicino              | Italiano |
| un / nane  | aon (IRL & SCO)                               | uno      |
| daa / jees | dà / dithis (SCO); dó, dhá, dá (IRL)          | due      |
| tree       | trí/trì (IRL & SCO)                           | tre      |
| kiare      | ceithir (SCO), ceathair, cheithre (IRL)       | quattro  |
| queig      | cuig (IRL), còig (SCO)                        | cinque   |
| shey       | sé (IRL), sia (SCO)                           | sei      |
| shiaght    | seacht (IRL), seachd (SCO)                    | sette    |
| hoght      | ocht (IRL) (hocht (IRL del ovest), ochd (SCO) | otto     |
| nuy        | naoi (IRL & SCO)                              | nove     |
| jeih       | deich (IRL & SCO)                             | dieci    |
| nane jeig  | aon déag/aon deug (IRL & SCO)                 | undici   |
| daa yeig   | dà dheug (SCO), dó/dá/dhá dhéag (IRL)         | dodici   |
| keead      | ceud/ciad (SCO), céad (IRL)                   | cento    |

## Letteratura

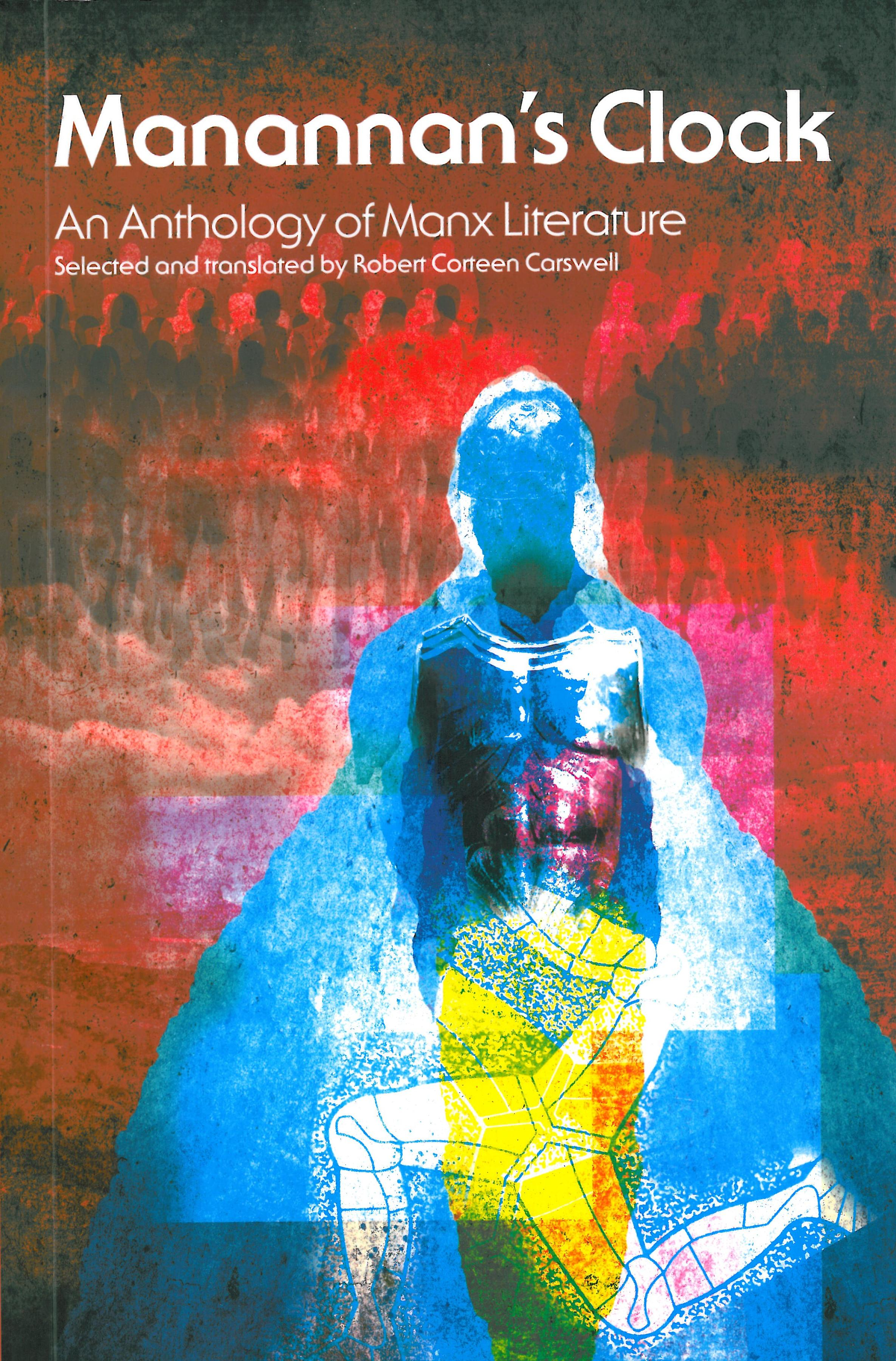
Copertina dell'antologia di letteratura mannese Manannan's Cloak

Il più antico testo databile in mannese non è più recente del XVI secolo. È una storia dell'Isola di Man, scritta in forma poetica, che parte dall'introduzione del cristianesimo. È conservato in una copia manoscritta del XVIII secolo. 
Il cristianesimo è stato il principale stimolo alla letteratura dell'Isola. Mentre la letteratura religiosa fu relativamente abbondante, la letteratura secolare, o almeno quella che ci è rimasta, è di quantità scarsa. 
La prima edizione del Nuovo Testamento risale al 1767. Il Libro delle preghiere comuni e la Bibbia completa vennero tradotti e pubblicati in mannese nel 1610 e in seguito nel 1765. La prima Bibbia mannese per l'uso ufficiale fu stampata tra il 1771 e il 1775, e fu il testo che ha fissato l'ortografia moderna della lingua. Si trattò di una traduzione collettiva intrapresa dalla maggior parte del clero dell'Isola sotto la direzione editoriale di Philip Moore. Seguì una successiva edizione nel 1777; poi un'edizione revisionata dalla "British and Foreign Bible Society" (Società Biblica Britannica e Forestiera) nel 1819. 
Si formò una tradizione di "Carvals", canzoni ed inni religiosi, cominciata probabilmente già nel periodo precedente la Riforma protestante. Fino al XVIII secolo gli autori delle "Carvals" furono in genere membri del clero; ma nel XIX secolo diventò usuale cambiare i testi delle canzoni popolari perché potessero essere impiegate durante le funzioni religiose. 
Il primo libro stampato in mannese, Coyrle Sodjeh, risale al 1707. Consiste nella traduzione di un libro di preghiere in inglese del vescovo Thomas Wilson. 
Thomas Christian, vicario di Marow dal 1780 al 1799, pubblicò nel 1796 una traduzione riassunta di Paradiso perduto di John Milton.
Edward Faragher (Neddy Beg Hom Ruy, (1831-1908) di Creghneash è considerato l'ultimo scrittore parlante nativo della lingua. Dall'età di 26 anni scrisse poesia, spesso su argomenti religiosi, a volte pubblicata nelle riviste Mona's Herald (L'araldo di Man) e Cork Eagle (L'aquila di Cork). Alcune delle sue Skeealyn sy Ghailck (Stories in Manx/Storie in mannese) sono ricordi della sua vita di pescatore. Nel 1901 pubblicò Skeealyn Aesop, traduzione di poesie scelte di Esopo.
Lo storico ed antichista A.W. Moore raccolse un gran numero di canzoni e ballate tradizionali in mannese, che pubblicò nei volumi Manx Carols (Inni mannesi) nel 1891 e Manx Ballads and Music (Ballate e musica mannesi) nel 1896.
L'attuale fase di rivitalizzazione linguistica sta producendo anche una rinascita della letteratura. Il maggior autore recente è stato Brian Stowell. Ha scritto, tra l'altro, Contoyryssyn Ealish ayns Cheer ny Yindyssyn, traduzione di Le avventure di Alice nel paese delle meraviglie, pubblicata nel 1991. Nel marzo del 2006 ha pubblicato il primo vero e proprio romanzo in mannese, Dunveryssyn yn Tooder-Folley (Gli omicidi dei vampiri).

## Note

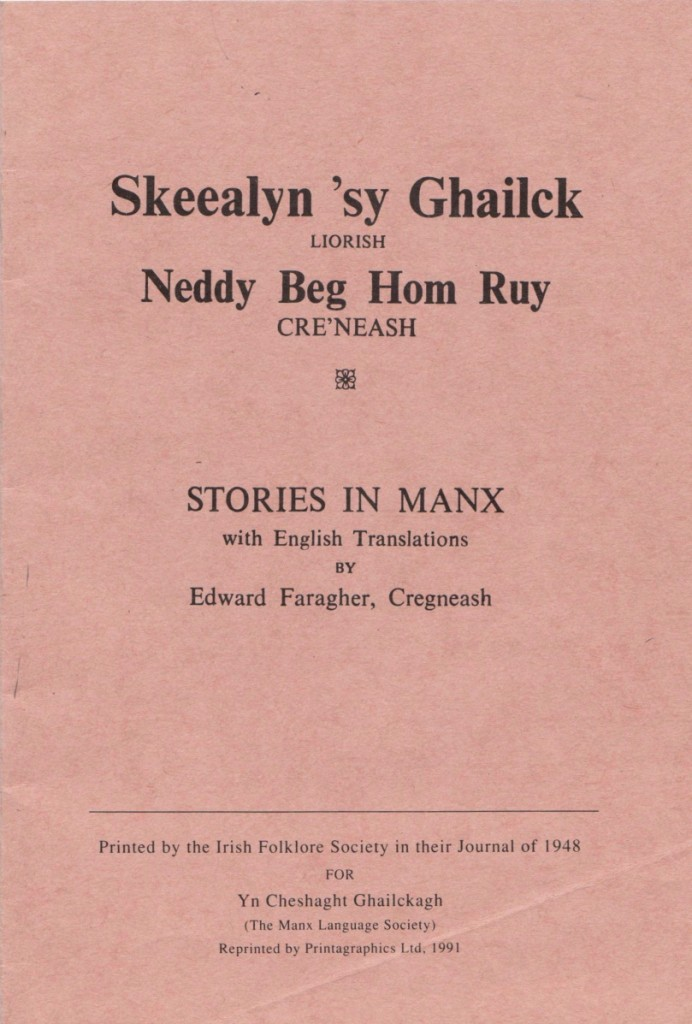
Copertina di Stories in Manx di Edward Faragher

### Lingua
- (EN) Jennifer Kewley Draskau, Practical Manx, Liverpool University Press, 2008, ISBN 978-1846311314
- (EN) John D. Phillips, Manx, München, Lincom, 2004, ISBN 978-3895867651
- (FR) Patrick Le Besco, Annexe, L'Ile de Man, in: Patrick Le Besco, Parlons Gaélique. Ecosse - Ile de Man, pp. 242-280, Paris, L'Harmattan 2019, ISBN 978-2-343-08632-3

### Letteratura
- (EN) Robert Corteen Carswell (a cura di), Manannan's Cloak: An Anthology of Manx Literature, London, Francis Boutle Publishers, 2009, ISBN 978-1903427491